# William Howard Taft
William Howard Taft   (Cincinnati, 15 de setembre de 1857 - àrea metropolitana de Washington, 8 de març de 1930) va ser el vint-i-setè president dels Estats Units (1909-13). Membre del partit republicà, impulsà una política netament conservadora. La seva voluntat d'ésser reelegit provocà una escissió en el partit republicà, i fou derrotat per Woodrow Wilson el 1912. Posteriorment fou president del Tribunal Suprem (1921). Era francmaçó.
El seu pare, Alphonso Taft, era un dels membres importants del partit republicà, havia estat secretari de la Guerra i Fiscal General sota la presidència d'Ulysses S. Grant, abans de ser anomenat ambaixador a Àustria-Hongria i a Rússia.
William Taft fa els seus estudis a la Universitat Yale, després s'especialitza en dret i és admès a l'advocacia d'Ohio el 1880 al mateix temps que comença una carrera política.
Va ser enviat pel president Theodore Roosevelt a les Filipines com a comissionat a la base naval dels Estats Units, durant la invasió de 1898, cosa que li va permetre adquirir experiència en política exterior que li serviria molt durant la seva administració. Governador civil de Cuba el 1906, va ser enviat per Roosevelt a petició del president de Cuba, Tomás Estrada Palma, per evitar una guerra interna al país entre les diferents tendències polítiques. Taft seria l'únic mandatari de la història que va ser president de dos poders de la unió, de la Suprema Cort de Justícia de la Nació i de l'Executiu.
Taft reconeixia que les seves tècniques de president diferirien de les del seu predecessor. A diferència de Roosevelt, Taft no creia en l'estirament dels poders presidencials. Una vegada comentava que Roosevelt hauria d'haver admès més sovint la manera legal d'arribar als mateixos finals.